# Riesen-Kürbis
Der Riesen-Kürbis (Cucurbita maxima) ist eine kultivierte Pflanzenart aus der Familie der Kürbisgewächse (Cucurbitaceae). Er liefert die größten Früchte des Pflanzenreichs.

## Beschreibung

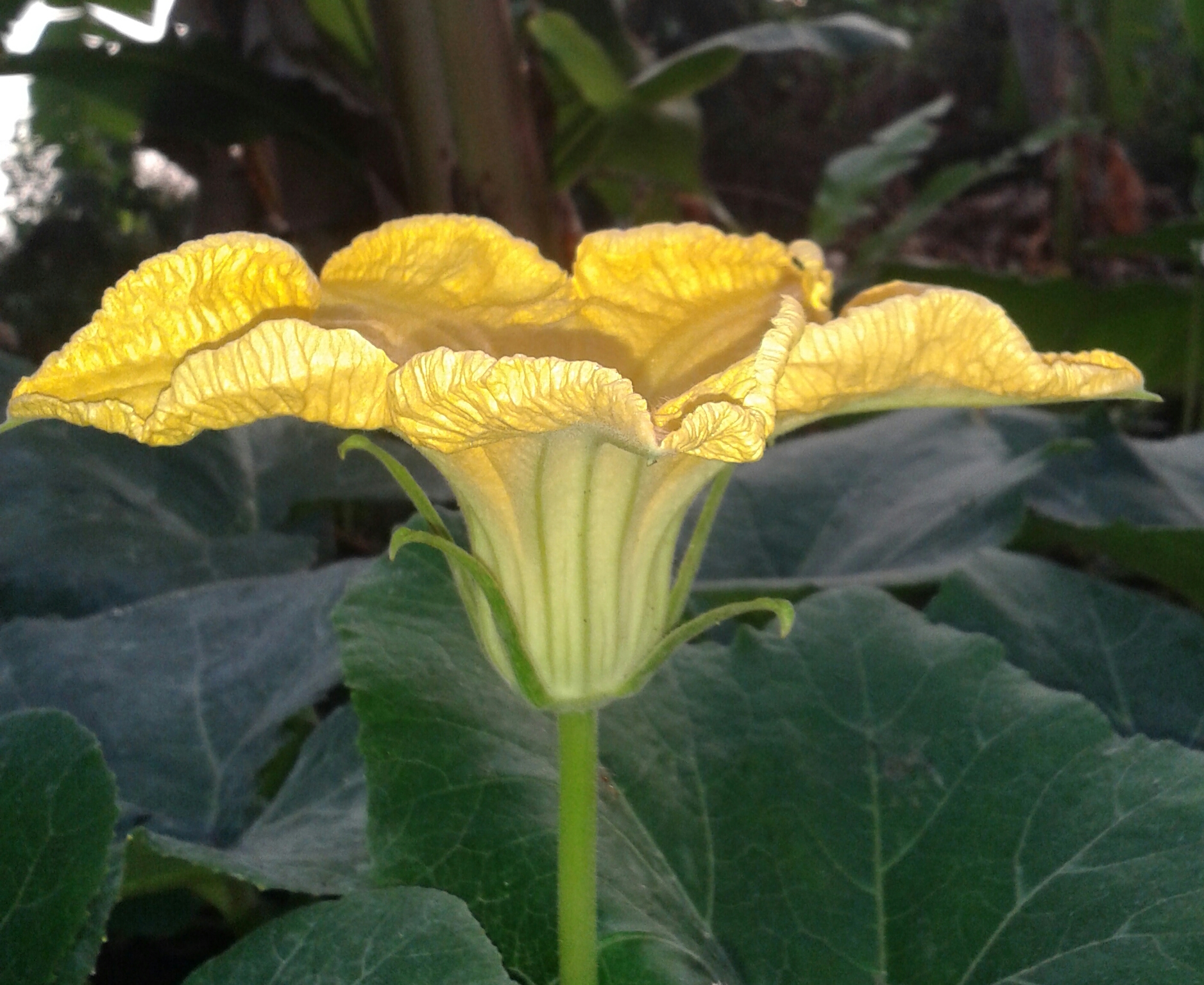
Männliche Blüte

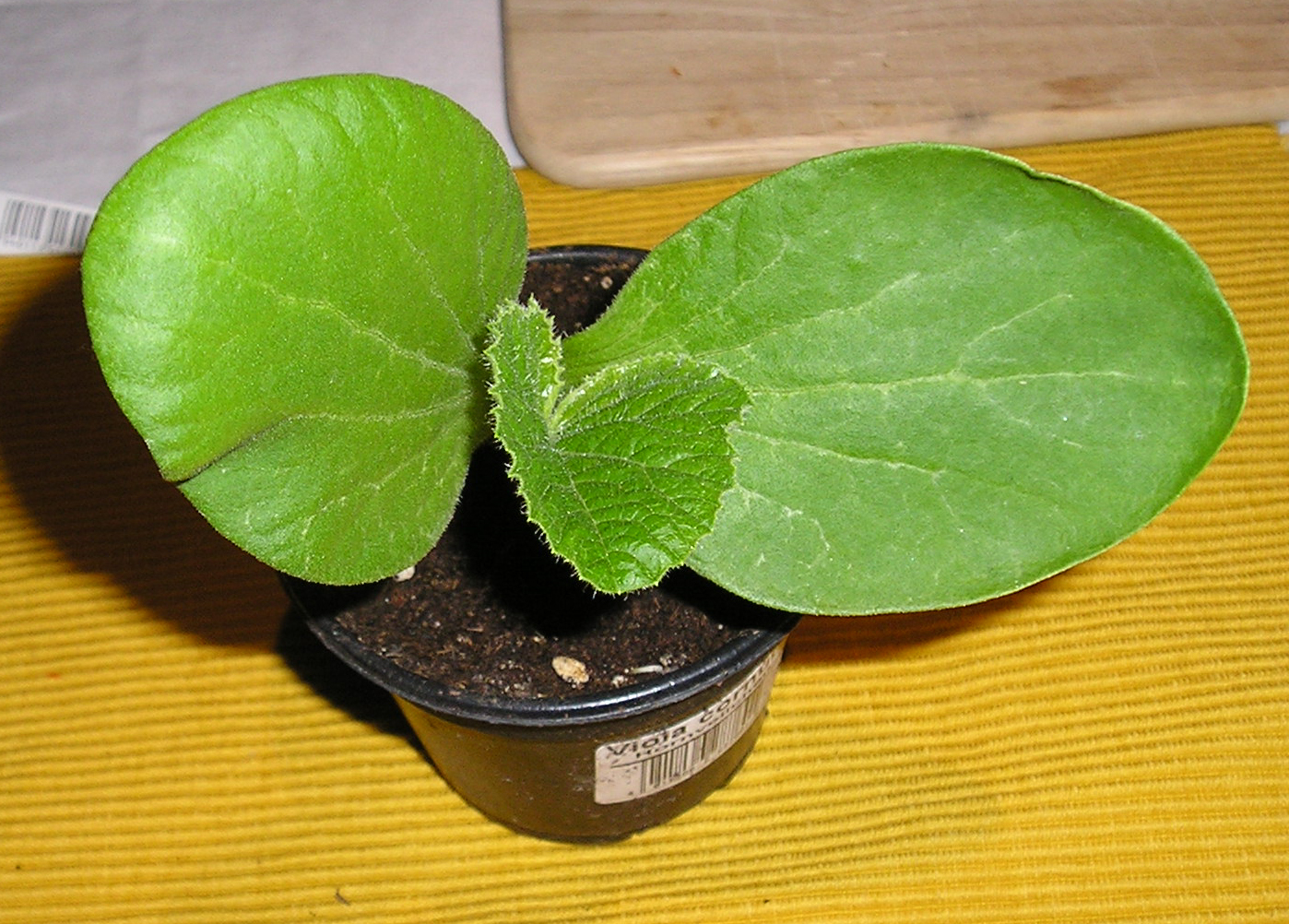
Zehn Tage junge Kürbispflanzen

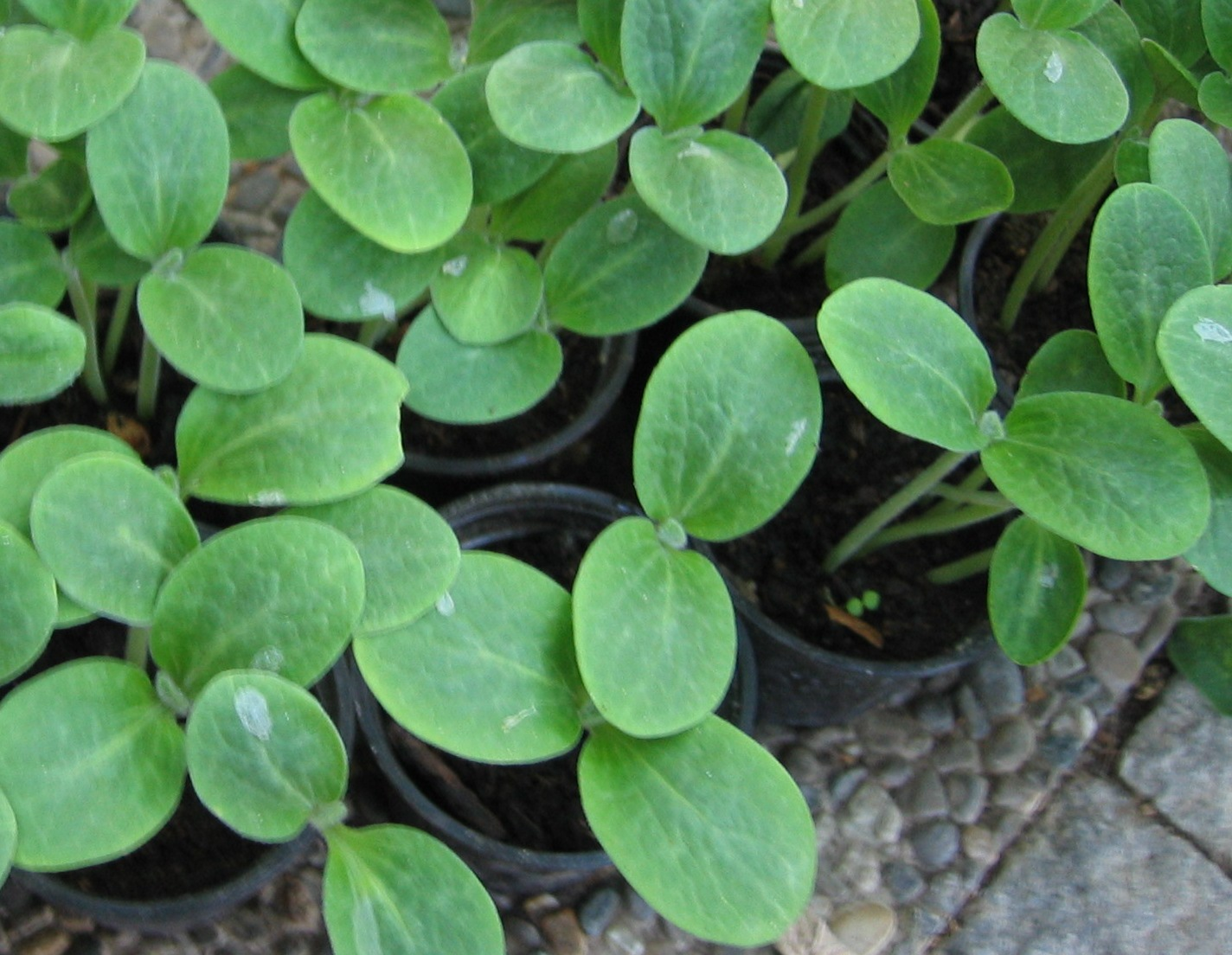
Sämlinge mit den zwei Keimblättern

Von den anderen kultivierten Kürbisarten lässt der Riesen-Kürbis sich durch folgende Merkmale unterscheiden: Der Fruchtstiel ist weich, rund, häufig korkig und verbreitert sich am Fruchtansatz nicht. Der Stängel ist weich und rund. Die Laubblätter sind nicht gelappt und weich. Die Samen sind weiß bis braun, oft dick. Die Samenoberfläche ist manchmal faltig. Die Samennarbe ist schief.

### Vegetative Merkmale
Der Riesen-Kürbis ist eine einjährige, krautige Pflanze mit langen kletternden Sprossachsen. Einige Zuchtformen wachsen buschig. Er bildet Ranken. Die Sprossachse ist rund und weich. Die wechselständig angeordneten Laubblätter sind in Blattstiel und Blattspreite gegliedert. Die Blattspreite ist annähernd kreisrund, jedenfalls nicht deutlich gelappt.

### Generative Merkmale
Die eingeschlechtigen Blüten sind radiärsymmetrisch. Die Kronzipfel sind nach außen gedreht.
Der Fruchtstiel ist kurz, schwammig, fast zylindrisch. Die Früchte sind Panzerbeeren, sehr variabel und können mehrere hundert Kilogramm Gewicht erreichen. Die Farben der runden bis ovalen Früchte sind Orange, Grün oder Grau, die Oberfläche ist glatt oder gerippt. Die Samen sind meist groß, dick, weiß oder braun, gewellt oder glatt.
Die Chromosomenzahl beträgt 2n = 40.

## Verbreitung
Die Wildform ist in Argentinien und Uruguay beheimatet. In präkolumbischer Zeit war er in Südamerika weit verbreitet, heute wird er weltweit angebaut.

## Systematik

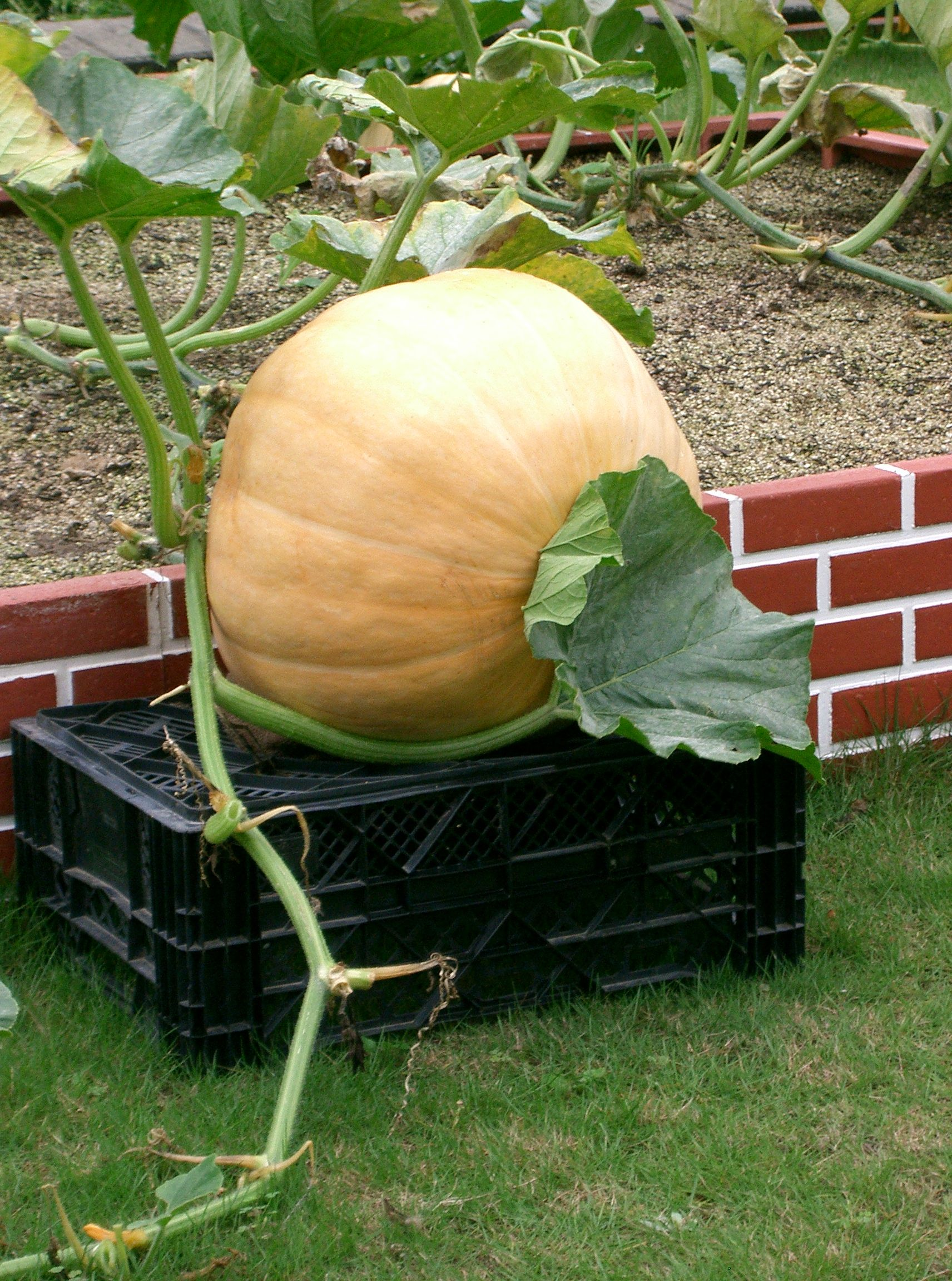
Sorte ‘Atlantic Giant’

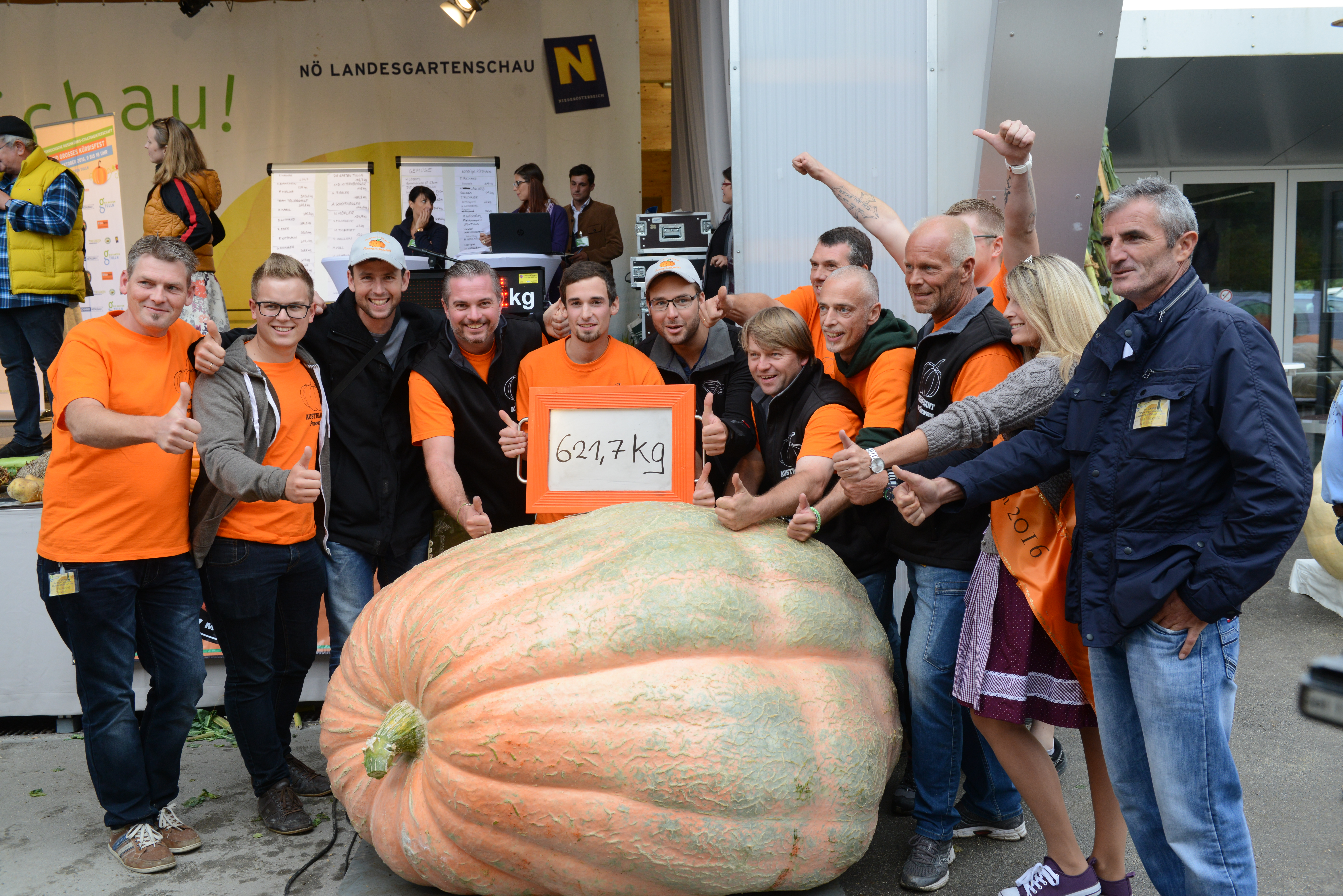
Österreichs größter Kürbis 2016, Franz Mathias, 621 kg

Die Wildform wird als Unterart Cucurbita maxima subsp. andreana (Naud.) Filov von der kultivierten Unterart Cucurbita maxima subsp. maxima abgetrennt. Die Wildform zeichnet sich durch bittere Früchte aus.
Innerhalb der kultivierten Unterart können viele der Sorten in ein informelles Schema eingeordnet werden, das sich an der Fruchtform orientiert und folgende Sortengruppen umfasst:
- ‘Banana’: lange Früchte, an beiden Enden zugespitzt, mit weicher Rinde und braunen Samen
- ‘Delicious’: turbanartige Frucht, leicht gerippt, mit harter Rinde und weißen Samen
- ‘Hubbard’: ovale Frucht, gekrümmte Hälse an beiden Enden, sehr harte Rinde und weiße Samen
- ‘Marrow’: ovale bis birnenförmige Frucht, rasch schmaler werdend an der Spitze, allmählich an der Basis, mit weißen Samen
- ‘Show’: große, orangefarbene Früchte mit weicher Rinde und weißen Samen
- ‘Turban’: Turbanförmige Frucht, die dadurch entsteht, dass der oberste Bereich der Blüte nicht von Blütenbodengewebe umgeben ist, der Fruchtknoten also nicht völlig unterständig ist.

Einzelne Sorten sind:
- Die Sorte ‘Buttercup’ ist eine weit verbreitete, lagerfähige Sorte (Winterkürbis). Die Frucht ist dunkelgrün mit einer Wucherung am Blütenende, sie gehört zur Turban-Gruppe.
- Der Hokkaidokürbis ist eine orangefarbene, kleinfrüchtigere, ebenfalls lagerfähige Winterkürbis-Sorte mit nussigem Aroma. Beim Kochen wird die dünne Schale weich und kann mitverzehrt werden.
- ‘Turk's Turban’ hat sehr farbenfrohe Früchte, die als Zierde verwendet werden oder als Winterkürbis.
- ‘Hubbard’ liefert große, ovale Früchte, die gut lagerfähig sind und eine gute Qualität aufweisen. Es gibt orange, grüne und graue Formen. Die Sorte wurde 1856 aus Südamerika nach Neuengland eingeführt.
- Für Wettbewerbe wurden bisher meist die beiden Sorten ‘Big Max’ und ‘Prizewinner’ benutzt. Beide Sorten liefern große, orange Früchte bis maximal 100 kg Gewicht, ‘Prizewinner’ hat eine besonders schöne Farbe.
- Die größten Früchte liefert die Sorte ‘Atlantic Giant’, eine Selektion aus den schwersten Früchten (und Kreuzungen untereinander) über einen Zeitraum von etwa 30 Jahren, begonnen durch den amerikanischen Züchter Howard Dill.

### Rekordgrößen der Frucht
Alle aktuellen Wettbewerbe werden von Früchten der Sorte ‘Atlantic Giant’ gewonnen.
Am 12. Oktober 2014 trat der Schweizer Gärtner Beni Meier bei der Europameisterschaft im Kürbiswiegen in Ludwigsburg mit einem Kürbis an, der 1.054 kg auf die Waage brachte. Das wurde 2016 ebenfalls in Ludwigsburg noch übertroffen: Der belgische Züchter Mathias Willemijns erreichte mit seinem Kürbis eine Masse von 1.190,5 kg. Bei den Kürbiswiegemeisterschaften in Italien wurde 2021 mit 1.226 kg ein neuer Weltrekord von Stefano Cutrupi aus der Toskana aufgestellt.

## Nutzung
Das „Fruchtfleisch“ wird zu Kuchen (pumpkin pie) oder Konserven verarbeitet oder tiefgefroren, wie auch Garten- und Moschus-Kürbis. Er kann als Suppe gekocht werden. Bevorzugt wird Riesen-Kürbis aufgrund seiner Faserarmut und seinem Geschmack für die Herstellung von Babybrei.
Weiterhin gibt es Größen-Wettbewerbe, die bis zu Europameisterschaften reichen.

## Geschichte
Der Riesen-Kürbis wurde in Südamerika, in den Anden domestiziert und wird hier zapallo genannt. Das Vielfältigkeitszentrum liegt in Nord-Argentinien, Bolivien, Süd-Peru und Nord-Chile. Bereits im 15. Jahrhundert war er Richtung Norden im gesamten klimatisch warmen Einflussbereich der Inka verbreitet. Im 18. Jahrhundert wurde er in den Nordosten der Vereinigten Staaten gebracht, wo er besonders in Neuengland noch heute sehr beliebt ist. Heute wird der Riesen-Kürbis weltweit angebaut, besonders in Südamerika, Indien, Europa, Philippinen, den Vereinigten Staaten und Afrika.

## Trivialnamen
Für Kürbisse allgemein bestehen bzw. bestanden auch die weiteren deutschsprachigen Trivialnamen, wobei nicht zwischen den verschiedenen Kürbis-Arten differenziert wird: Bäbenen, Bebirna (althochdeutsch), Chörbse (St. Gallen), Churbez (mittelhochdeutsch), Churbiz (althochdeutsch), Corbess (mittelhochdeutsch), Corbicz (mittelhochdeutsch), Corbs (mittelhochdeutsch), Couwörden, Curbiz (althochdeutsch), Fläschen (Altenahr, Hunsrück), Flaskenappel (Ostfriesland), Kerbes (Siebenbürgen), Kirbes (mittelhochdeutsch), Kirbis (mittelhochdeutsch), Kirbs (mittelhochdeutsch), Kirns (Eifel bei Bertrich), Körbis, Körbitzen (Magdeburger Bibel von 1578), Körbs (Mecklenburg, Pommern), Körwitz (Hamburg), Korbes (mittelhochdeutsch), Korbess (mittelhochdeutsch), Korbis (mittelhochdeutsch), Korbiz (mittelhochdeutsch), Korvase, Korvese, Korvesege, Korvesen (Lübeck), Korwicze (mittelhochdeutsch), Koyrbiss (mittelniederdeutsch), Kreps, Kürbeiz (mittelhochdeutsch), Kürbis (mittelhochdeutsch), Kürbiss (mittelhochdeutsch), Kürbs (Rhein), Kurbisch (mittelhochdeutsch), Kürbis (mittelhochdeutsch), Kurbiss (mittelhochdeutsch) und Kurbiz (mittelhochdeutsch), Kurbsch, Kurbesa, Kurbeta, Kyrbs (mittelhochdeutsch), Kyrbss (mittelhochdeutsch), Kyrpss (mittelhochdeutsch), Malune (St. Gallen, Bern), Plutz, Plutzer (Österreich) und Torkappel (Altmark).